# Nanboku-cho-periode
De Nanboku-chō-periode (南北朝時代, Nanbokuchō jidai, letterlijk te vertalen als de "Periode van Noordelijke en Zuidelijke Hoven") is een periode uit de geschiedenis van Japan, die valt binnen de beginjaren van de Muromachiperiode (1336 tot 1392). Politiek-militair gezien wordt het tijdperk ook wel de Japanse Successieoorlog genoemd.
De periode begon direct na de mislukte Kenmu-restauratie. Rond deze tijd was het keizerlijk hof opgesplitst in twee hoven; het Zuidelijke hof met als thuisbasis Yoshino en het Noordelijke hof met als thuisbasis Kioto. Het Noordelijke hof was opgericht door Ashikaga Takauji nadat deze als Shogun aan de macht was gekomen, en het Zuidelijke hof door de verdreven keizer Go-Daigo.
De twee keizerlijke hoven vochten gedurende een periode van vijftig jaar met elkaar. Het Noordelijke hof stond toen al onder controle van het Ashikaga-shogunaat, en had daarom weinig politieke macht. In 1392 gaf het Zuidelijke hof zich over en werd Japan weer verenigd.
Gedurende de Nanboku-chō-periode hadden beide hoven hun eigen keizers, waardoor Japan feitelijk twee keizers tegelijk had. De keizers van het Zuidelijke hof werden na de eenwording van Japan niet langer als zodanig erkend door het shogunaat. In 1911 besliste de Japanse overheid echter dat de keizers van het zuidelijke hof de ware keizers waren, daar zij gedurende de periode de Keizerlijke regalia van Japan in hun bezit hadden. De keizers van het noordelijke hof staan tegenwoordig daarom bekend als troonpretendenten.
Invloeden van gebeurtenissen ten tijde van de Nanboku-chō-periode zijn vandaag de dag nog deels terug te vinden in de traditionele Japanse kijk op het Tennō Seika (keizersysteem).

## Keizers van het Zuidelijke hof
- Go-Daigo「後醍醐天皇」(1288–1339, r. 1318-1339)
- Go-Murakami「後村上天皇」(1328–1368, r. 1339-1368))
- Chokei「長慶天皇」((1343–1394, r. 1368-1383)
- Go-Kameyama「後亀山天皇」(1347-1424, r. 1383-1392)

## Keizers van het Noordelijke hof
- Kogon「光厳天皇」(1313–1364, r. 1331–1333)
- Komyo「光明天皇」(1322–1380, r. 1336–1348)
- Suko「崇光天皇」(1334–1398, r. 1348–1351)
- Go-Kogon「後光厳天皇」(1338–1374, r. 1352–1371)
- Go-En'yu「後円融天皇」(1359–1393, r. 1371–1382)

## Jaartelling
Volgens traditie begint de Japanse jaartelling steeds weer van voren af aan bij de troonsbestijging van een nieuwe keizer. Doordat er tijdens de Nanboku-chō-periode steeds twee keizers aan de macht waren, is de jaartelling binnen deze periode vanuit twee verschillende perspectieven opgesteld.
* Regent Jingu staat niet op de traditionele lijst.